# MacArthur Park
MacArthur Park (pierwotnie: Westlake Park) – park miejski zagospodarowany w latach 80. XIX wieku w dzielnicy Westlake miasta Los Angeles. Na początku lat 40. XX wieku został przemianowany na cześć generała Douglasa MacArthura, a w 1972 roku został uznany za historyczny zabytek kultury nr 100 miasta Los Angeles.
Po drugiej stronie ulicy od parku znajduje się podziemna stacja metra Westlake/MacArthur Park.

## Opis
Park jest podzielony na dwie części wzdłuż Wilshire Boulevard. Południowa część składa się głównie z jeziora, a północna połowa obejmuje amfiteatr, muszlę koncertową, boiska do piłki nożnej i plac zabaw dla dzieci, a także centrum rekreacyjne obsługiwane przez Departament Rekreacji i Parków hrabstwa Los Angeles. Muszla koncertowa była wcześniej miejscem wielu wydarzeń dla społeczności latynoskiej, takich jak Jugaremos en Familia.
Publiczne instalacje w parku obejmują pomnik MacArthura, Entry Arch, pomnik generała Harrisona Graya Otisa, pomnik węgierskich bojowników o wolność, MacArthur Park Singularity, Mine Was the Better Punch, But It Didn't Win the Wristwatch i Prometheus Bringing Fire to Earth. Wcześniej w parku znajdował się posąg Karola III Hiszpańskiego.

## Historia

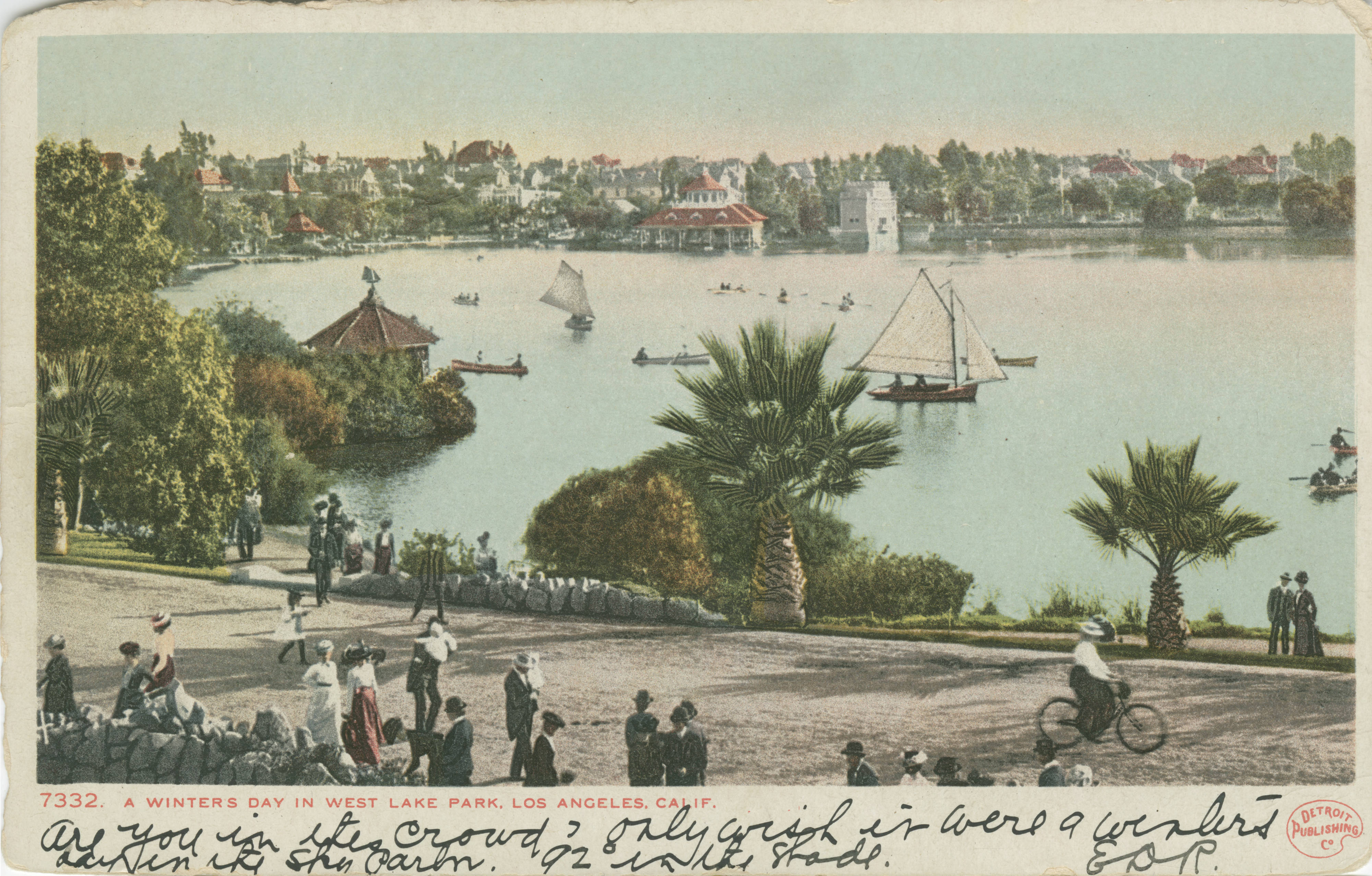
Pocztówka z początku XX wieku

Do połowy XIX wieku obecny obszar parku stanowił tereny bagienne.
Park pierwotnie nazwany Westlake Park został zbudowany w latach 80. XIX wieku. Został nazwany na cześć kanadyjskiego lekarza Henricusa Wallace’a Westlake’a, który przeprowadził się do Los Angeles około 1888 roku, osiedlił się w okolicy i przekazał miastu część swojej posiadłości na zagospodarowanie parku. Westlake Park został przemianowany 7 maja 1942 na MacArthur Park.
Przez wiele lat filipińscy weterani II wojny światowej protestowali w parku nazwanym na cześć ich byłego dowódcy w związku z obietnicami złożonymi podczas zaciągania się do wojska, których Stany Zjednoczone nie dotrzymały.

### Przebudowa

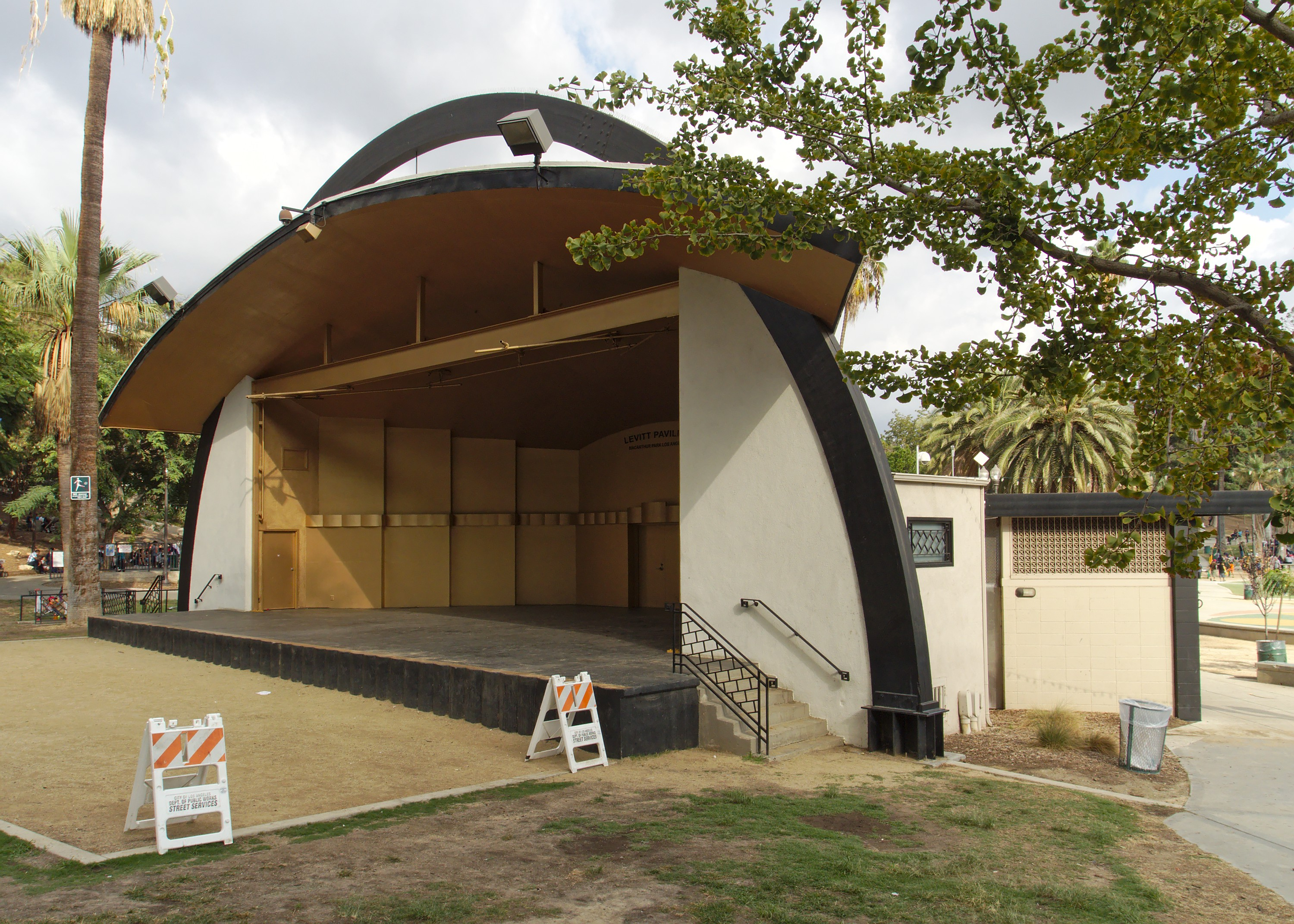
Muszla koncertowa

Począwszy od 2002 roku, departament policji Los Angeles oraz liderzy biznesu i społeczności poprowadzili wysiłki na rzecz przebudowy parku, które doprowadziły do zainstalowania kamer monitorujących, otwarcia centrum rekreacyjnego, zwiększenia działalności gospodarczej w pobliżu, zbudowania nowej stacji podziemnej metra, powrotu łodzi wiosłowych i fontanny oraz dużych festiwali. Wraz ze zdecydowanymi kampaniami na rzecz poprawy relacji między społecznością a policją, wskaźniki przestępczości w okolicy spadły w połowie pierwszego dziesięciolecia XXI wieku.
W 2007 roku otwarto klub muzyczny Levitt Pavilion, oferujący 50 bezpłatnych koncertów każdego lata i przyciągający szeroką publiczność z całego kraju i świata, a od 2017 jest prowadzony przez lokalnego mieszkańca. Swój koncert dali tutaj m.in. Celso Piña, Fishbone, Bomba Estéreo, La Sonora Dinamita, Jimmy Webb, Kinky czy Nortec Collective. W tym samym roku do parku powróciły łodzie wiosłowe. Na początku 2010 roku przystań jednak została zamknięta i w 2014 roku ostatecznie zburzona, a łodzie wiosłowe usunięte.
Muszla koncertowa w MacArthur Park została pomalowana przez lokalnych artystów i grafficiarzy pod kierunkiem szkoły artystycznej Otis College of Art and Design.
Część parku nad jeziorem została zamknięta w październiku 2021 na 10 tygodni z powodu zaplanowanej ważnej konserwacji.

### Majowe zamieszki
1 maja 2007 w MacArthur Park odbyły się dwa wiece wzywające do przyznania obywatelstwa Stanów Zjednoczonych nieudokumentowanym imigrantom. Kiedy protestujący opuścili teren parku, funkcjonariusze policji miejskiej wjechali w obszar zgromadzenia na motocyklach i rozkazali im się rozejść. Niektórzy zaczęli rzucać w funkcjonariuszy plastikowymi butelkami i kamieniami. Funkcjonariusze użyli przeciwko nim pałek i wyrzutni gumowych kul w sposób, który później został uznany przez dochodzenie wydziału wewnętrznego policji, a także przez sądy, za przesadny. Po mobilizacji społeczności, naciskach ze strony burmistrza i szeroko zakrojonym wewnętrznym śledztwie, szef departamentu policji w Los Angeles William Bratton wystosował oficjalne przeprosiny, dowódca akcji rozproszenia protestów został zdegradowany, a siedemnastu innych funkcjonariuszy zostało ukaranych. Departament policji zapłacił łącznie ponad 13 milionów dolarów odszkodowania.

### Przestępczość
Kiedy zbiornik w parku został osuszony w latach 1973 i 1978, znaleziono setki pistoletów i innej broni palnej wyrzuconej do jeziora.
Obszar otaczający MacArthur Park stanowi jeden z najbiedniejszych terenów miasta i ma wysoki wskaźnik zgłaszanej przestępczości. Uważany jest za terytorium aktywności gangu Mara Salvatrucha oraz za miejsce prowadzenia wielu nielegalnych interesów. W 2021 zgłoszono tam wielu napaści na transpłciowych pracowników seksualnych, które doprowadziły do zwiększonej aktywności policji w tym rejonie.

## Galeria

Panorama
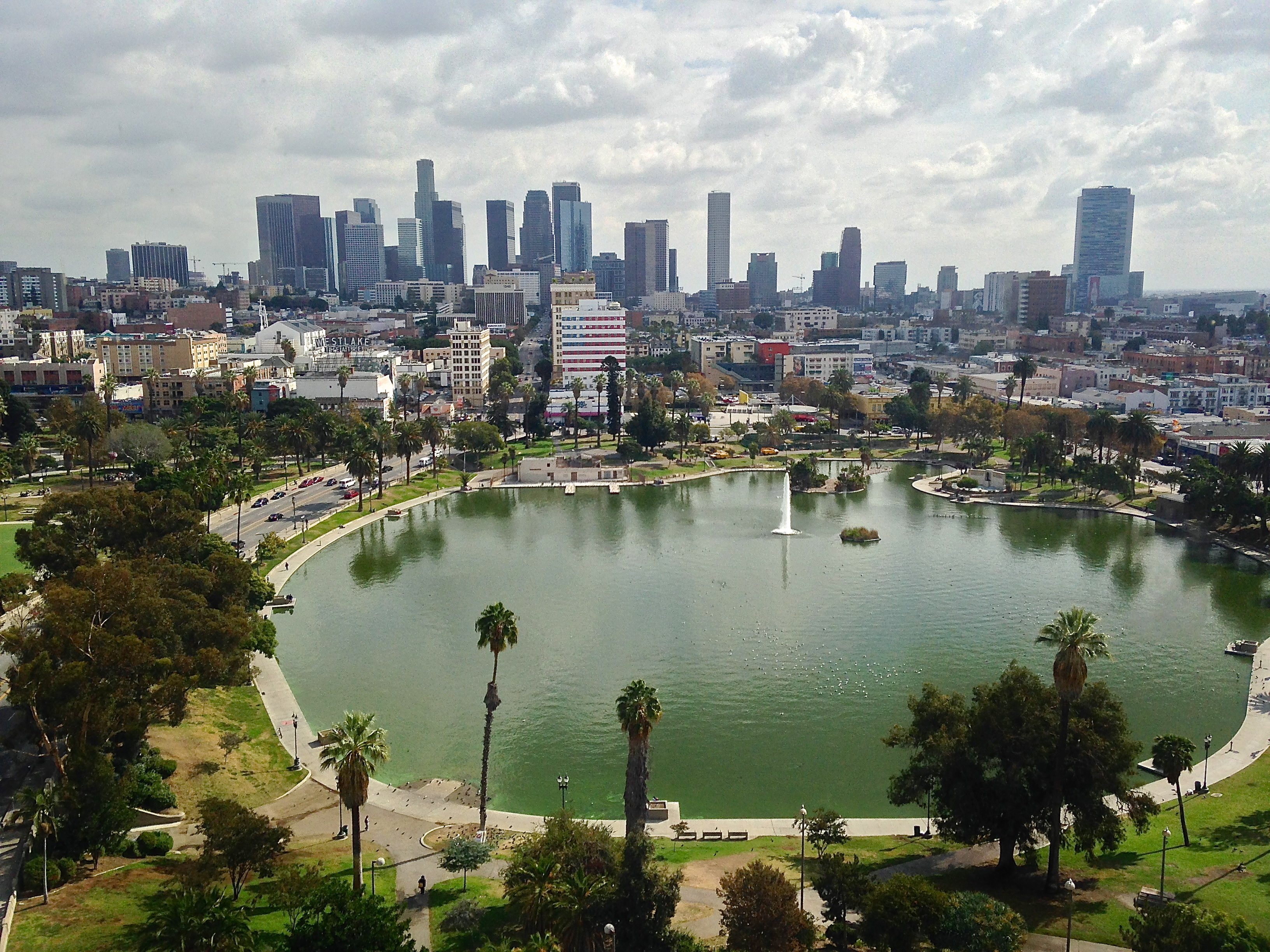
Widok na jezioro
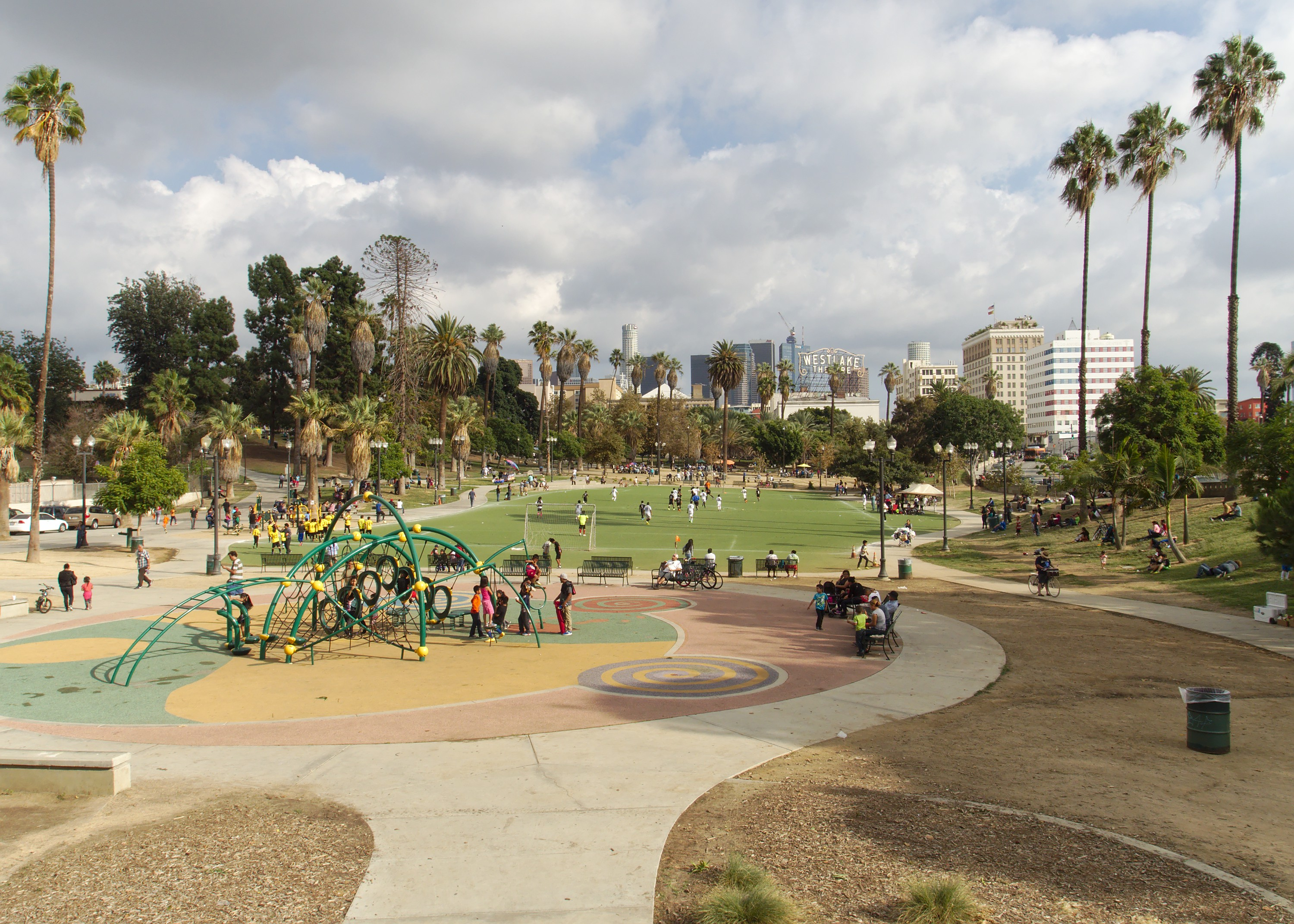
Widok na boisko do piłki nożnej
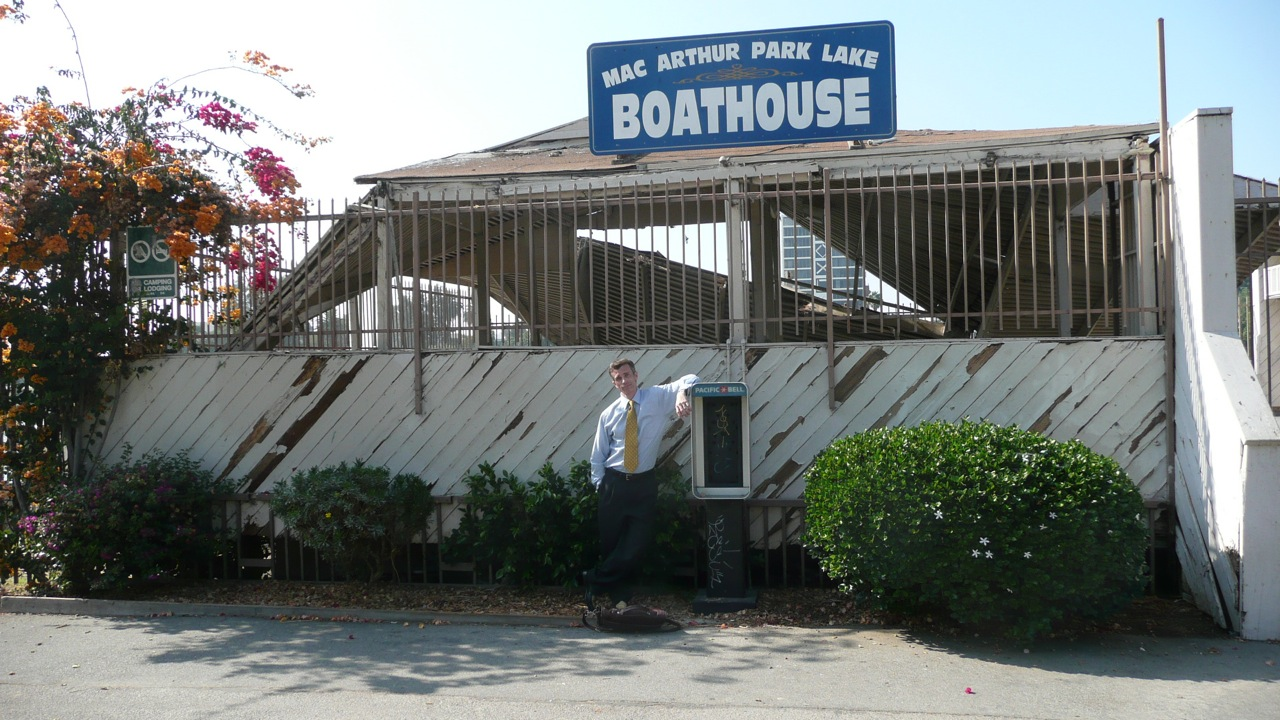
Przystań łodzi wiosłowych
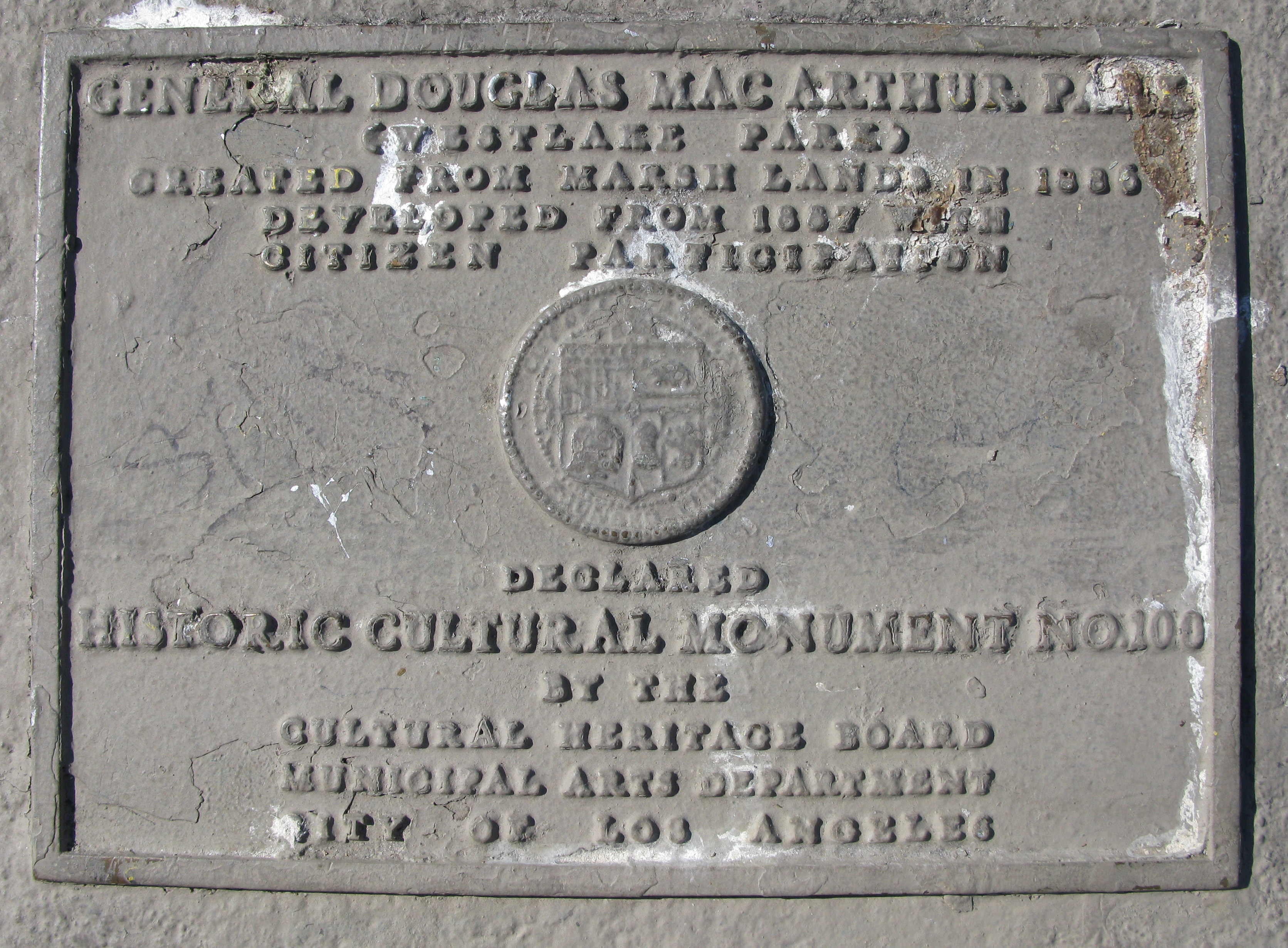
Tabliczka upamiętniająca Douglasa MacArthura